# Matthew Gillespie
Matthew Gillespie (ur. 24 grudnia 1869, zm. 1947
) – szkocki piłkarz, który występował na pozycji napastnika.
Karierę piłkarską rozpoczął Glasgow Thistle. Następnie grał w Blackburn Rovers i Lincoln City, skąd w listopadzie 1896 przeszedł do Newton Heath.